# كبريتات البيريليوم
كبريتات البيريليوم مركب كيميائي له الصيغة BeSO4، ويكون على شكل مادة صلبة بيضاء اللون.

## التحضير
جرى عزل كبريتات البيريليوم لأول مرة سنة 1815 من قبل بيرسيليوس.
يحضر المركب من إجراء عملية إذابة لملح كربونات البيريليوم أو هيدروكسيد البيريليوم في محلول ممدد من حمض الكبريتيك.
{\displaystyle \mathrm {2\ BeCO_{3}\ +\ H_{2}SO_{4}\ \longrightarrow \ BeSO_{4}\ +\ H_{2}O\ +\ CO_{2}\uparrow } }
{\displaystyle \mathrm {Be(OH)_{2}\ +\ H_{2}SO_{4}\ \longrightarrow \ BeSO_{4}\ +\ 2\ H_{2}O} }
يتبع العملية إجراء تبخير للمحلول ثم القيام بعملية تبلور.

## الخواص

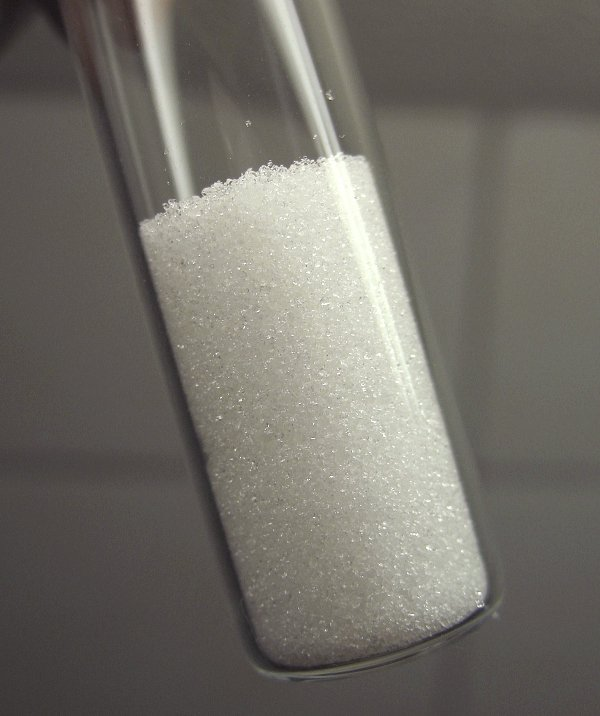
ملح كبريتات البيريليوم رياعي الهيدرات

يوجد لمركب كبريتات البيريليوم عدّة أشكال مائية من الهيدرات. في العينات التجارية غالباً ما يوجد على شكل رباعي هيدرات BeSO4 · 4 H2O، والذي يعطي جزء من ماء التبلور عند التسخين إلى 111.5 °س ويتحول إلى ثنائي هيدرات BeSO4 · 2 H2O، والذي بدوره يتحول إلى أحادي هيدرات عند 158 °س. عند درجات حرارة أعلى من 400 °س يمكن الحصول على الشكل اللامائي. يبقى الشكل اللامائي من كبريتات البيريليوم ثابتاً حتى 580 °س، حيث يتفكك بعدها. من الأشكال المائية المتوفرة أيضاً من كبريتات البيريليوم سداسي الهيدرات BeSO4 · 6 H2O، والذي يتحول إلى ثنائي الهيدرات عند حوالي 76 °س.
إن كبريتات البيريليوم الللامائي صعب الانحلال في الماء، بالمقابل فإن رباعي الهيدرات ينحل بسهولة في الماء. من جهة أخرى، فإن مركب كبريتات البيريليوم لا ينحل في الإيثانول. توجد أيونات البيريليوم على الشكل 2+[Be(H2O)4]، حيث أن العدد التساندي 4 شائع بالنسبة لأيونات البيريليوم.
يشكل كبريتات البيريليوم أملاح مزدوجة صعبة التبلور مع كبريتات الفلزات القلوية لها الصيغة العامة Me2Be(SO4)2 · 2 H2O، مثل ملح الكبريتات المزدوج مع البوتاسيوم K2Be(SO4)2 · 2 H2O.

## احتياطات الأمان
إن البيريليوم ومركباته الكيميائية هي مواد سامّة ومسرطنة، حيث يمكن أن تسبب مرض التسمم بالبيريليوم. لذا ينبغي أخذ الحيطة والحذر عند التعامل مع هذه المركبات.